# Danh sách YouTuber
Dưới đây là danh sách các YouTuber. YouTuber hay còn gọi YouTube partner, đối tác của YouTube, chỉ những người tải lên các video lên trang YouTube nhằm mục đích kiếm tiền.